# Sportjahr 1908
Liste der Sportjahre

◄◄ | ◄ | 1904 | 1905 | 1906 | 1907 | Sportjahr 1908 | 1909 | 1910 | 1911 | 1912 | ► | ►►

Weitere Ereignisse   · Olympische Spiele

## Ereignisse

### Olympische Spiele
- 16. März: Das Österreichische Olympische Comité wird gegründet.

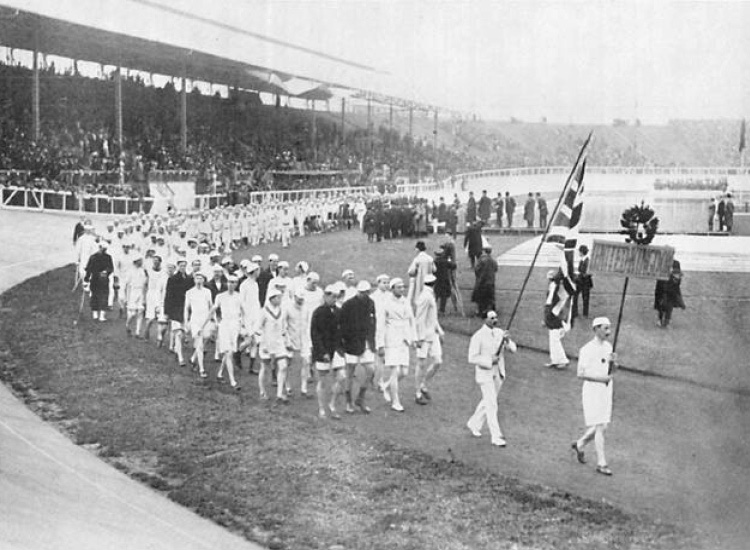
Einmarsch der britischen Athleten während der Eröffnungsfeier

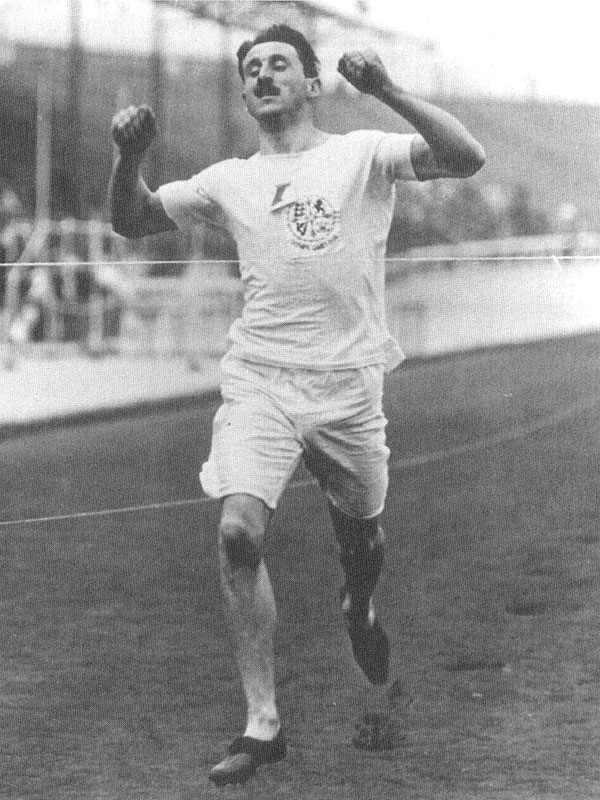
Wyndham Halswelle am Ziel des „Geisterrennens“ der Olympischen Spiele

- 27. April bis 31. Oktober: In London finden die Spiele der IV. Olympiade statt, bei denen auch Wettbewerbe im Eiskunstlauf ausgetragen werden.
- 27. April bis 21. Juni: Die „Frühjahrsspiele“ der Olympischen Spiele werden abgehalten. Es finden Wettbewerbe im Rackets (27. April), Hallentennis (6. bis 14. Mai) Jeu de Paume (18. bis 28. Mai) und Polo (18. und 21. Juni) statt.
- 6. bis 25. Juli: Die sogenannten „Sommerspiele“ der Olympischen Spiele werden abgehalten, bei denen rund 2/3 der gesamten Wettkämpfe ausgetragen werden.
- 27. Juli bis 29. August: Die „Nautischen Spiele“ der Olympischen Spiele werden ausgetragen. Sie beinhalten die Sportarten Segeln (27. bis 29. Juli und 11. bis 12. August) Rudern (28. bis 31. Juli) und Motorbootrennen (28./29. August).
- 19. bis 31. Oktober: Bei den sogenannten „Winterspielen“ gibt es Wettbewerbe in den Sportarten Boxen, Eiskunstlauf, Hockey, Fußball, Lacrosse, Rugby sowie das Schlussbankett.

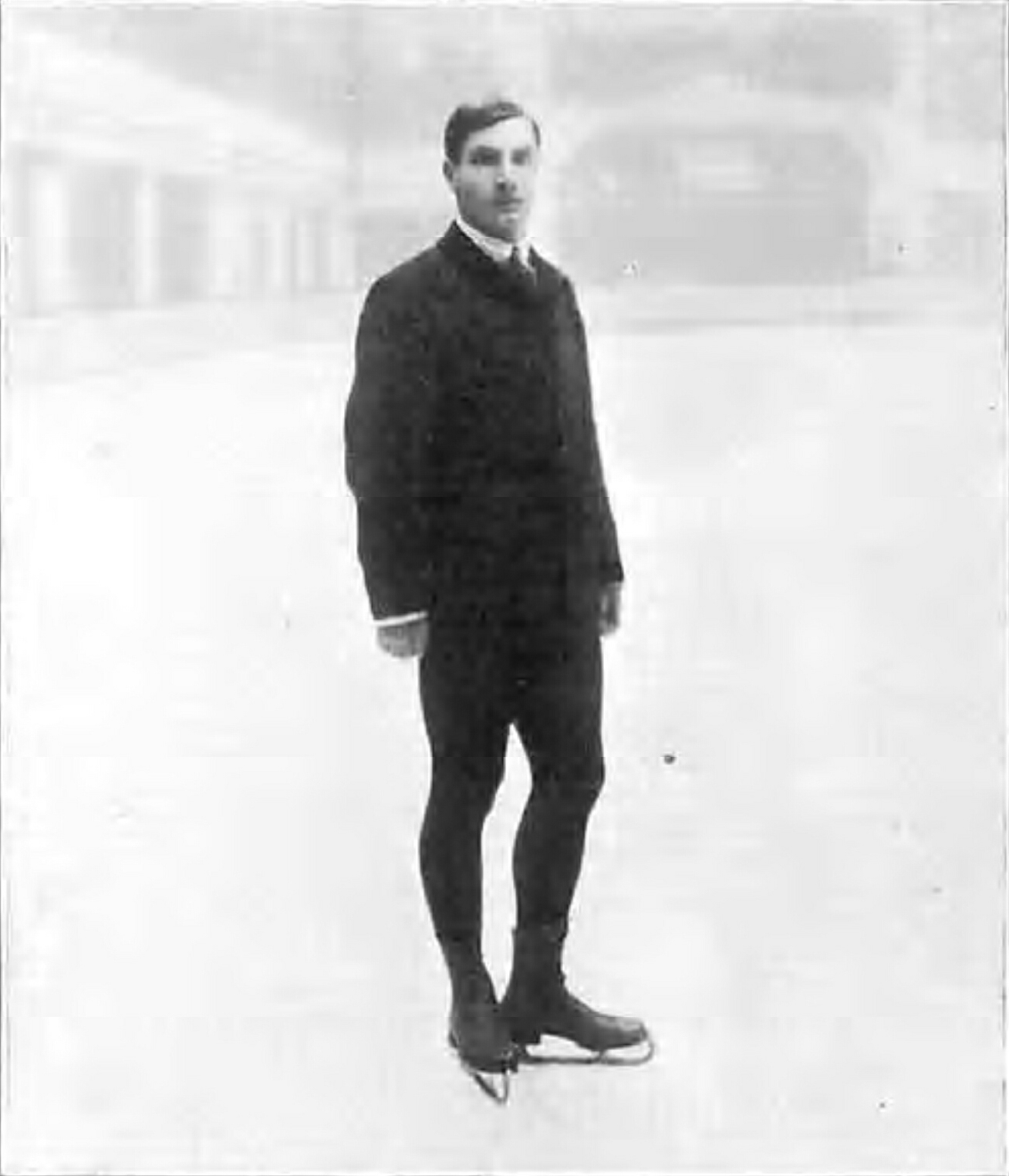
Ulrich Salchow, Schweden, bei den Olympischen Spielen

- 28./29. Oktober: Im Rahmen der Olympischen Spiele werden erstmals auch Wettbewerbe in einer Wintersportart abgehalten, im Eiskunstlauf. Der Schwede Ulrich Salchow gewinnt bei den Herren vor seinen Landsleuten Richard Johansson und Per Thorén. Sieger bei den einmalig ausgetragenen Spezialfiguren der Herren wird der Russe Nikolai Alexandrowitsch Kolomenkin-Panin, der zuvor einen erfolglosen Protest gegen Salchow eingereicht hat.

### Badminton
Höhepunkte des Badmintonjahres 1908 waren die All England, die Irish Open, die Scottish Open und die French Open.

#### Internationale Veranstaltungen
| Veranstaltung | Herreneinzel         | Dameneinzel       | Herrendoppel                            | Damendoppel                              | Mixed                              |
| ------------- | -------------------- | ----------------- | --------------------------------------- | ---------------------------------------- | ---------------------------------- |
| All England   | Henry Norman Marrett | Meriel Lucas      | Henry Norman Marrett George Alan Thomas | G. L. Murray Meriel Lucas                | Norman Wood Meriel Lucas           |
| French Open   | Frank Chesterton     | Margaret Larminie | Frank Chesterton Stewart Marsden Massey | Margaret Larminie Lavinia Clara Radeglia | Frank Chesterton Margaret Larminie |
| Irish Open    | Arthur Cave          | -                 | Blayney Hamilton Thomas D. Good         | Meriel Lucas Margaret Larminie           | Blayney Hamilton Meriel Lucas      |
| Scottish Open | Frank Chesterton     | -                 | Frank Chesterton Hugh Comyn             | Meriel Lucas G. L. Murray                | Frank Chesterton Meriel Lucas      |

### Baseball

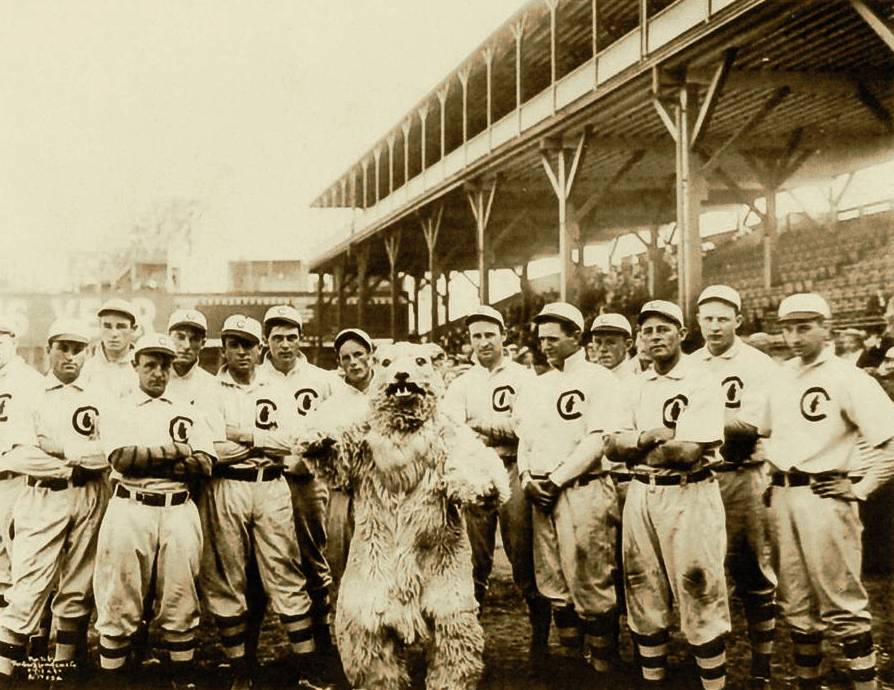
Die Cubs 1908 mit Maskottchen

- Die Chicago Cubs gewinnen die World Series 1908 gegen die Detroit Tigers. Es ist ihr letzter Gewinn der World Series für 108 Jahre.

### Fußball
- 3. Februar: In Athen wird der Fußballverein Podosferikos Omilos Athinon gegründet.
- 9. März: Verärgerte kosmopolitische Mitglieder des Milan Cricket and Football Club gründen den Football Club Internazionale Milano, in dem im Gegensatz zum nationalistischen Milan CFC auch Nichtitaliener mitspielen dürfen.

Schweizer Mannschaft

Deutsche Mannschaft und Betreuer

- 5. April: Das erste offizielle Länderspiel der deutschen Fußballnationalmannschaft, das Fußballländerspiel Schweiz – Deutschland 1908, endet mit einem 5:3-Sieg für die Schweiz.
- 27. Mai: Im Brüsseler Vorort Anderlecht erfolgt die Gründung des Sporting Club Anderlecht.
- 19. Juli: Jugendliche aus dem Rotterdamer Stadtteil Feijenoord gründen den Fußballklub Wilhelmina Rotterdam.
- Der Arbeitersportverein SC Adler Pankow wird gegründet.

### Leichtathletik

#### Leichtathletikrekorde

##### Sprint und Mittelstreckenlauf
- 30. Mai: Harold Wilson, Großbritannien, läuft die 1500 Meter der Herren in 3:59,8 min.
- 21. Juli: Mel Sheppard, USA, läuft die 800 Meter der Herren in 1:52,8 min.
- 23. August: Siina Simola, Finnland, läuft die 100 Meter der Damen in 13,9 s.

##### Langstreckenlauf und Marathon
- 13. Mai: Arthur Robinson, Großbritannien, läuft die 5000 Meter der Herren in 15:01,2 min.
- 24. Juli: John Hayes, USA, läuft den Marathon der Herren in 2:55:19 h.

##### Hürdenlauf
- 22. Juli: Charles Bacon, USA, läuft die 400 Meter Hürden der Herren in 55 Sekunden.
- 25. Juli: Forrest Smithson, USA, lief die 110 Meter Hürden der Herren in 15 Sekunden.
- 22. August: Charles Bacon, USA, läuft die 400 Meter Hürden der Herren in 55 Sekunden.

##### Sprungdisziplinen
- 13. Juni: Walter Dray, USA, springt im Stabhochsprung der Herren 3,9 m.
- 25. Juli: Tim Ahearne, Irland, springt im Dreisprung der Herren 14,92 m.

### Radsport
- 17. Mai: Die Karreveld-Radrennbahn wird eröffnet.
- 13. Juli bis 9. August: Tour de France 1908
- 26. Juli: UCI-Bahn-Weltmeisterschaften 1908 der Amateure
- 30. Juli bis 2. August: UCI-Bahn-Weltmeisterschaften 1908 der Profis

Defilee und Gruppenfoto der Sieger von Wien-Berlin 1908

- Die Distanzradfahrt Wien–Berlin wird nach 1893 ein zweites Mal abgehalten. Sieger wird der Deutsche Hans Ludwig.
- Die Belgien-Rundfahrt wird erstmals ausgetragen.
- Das Radrennen Rund um Köln wird erstmals ausgetragen.

### Ringen
- Ringer-Weltmeisterschaften 1908

### Rudern
- Cambridge besiegt Oxford im Boat Race.

### Rugby
- Home Nations Championship 1908 der Rugby Union

### Schach
- Schachweltmeisterschaft 1908

### Schwimmen

#### Schwimmrekorde
- 16. Juli: Henry Taylor, Großbritannien, schwimmt bei den Olympischen Spielen die 400 Meter Freistil in 5:36,8 min.
- 17. Juli: Arno Bieberstein, Deutsches Kaiserreich, schwimmt bei den Olympischen Spielen die 100 Meter Rücken in 1:24,6 min.
- 18. Juli: Frederick Holman, Großbritannien, schwimmt bei den Olympischen Spielen die 200 Meter Brust in 3:09,2 min.
- 20. Juli: Charles Daniels, Vereinigte Staaten, schwimmt bei den Olympischen Spielen die 100 Meter Freistil in 1:05,6 min.
- 24. Juli: John Derbyshire, Paul Radmilovic, William Foster und Henry Taylor, Großbritannien, schwimmen bei den Olympischen Spielen die 4 × 200 Meter Freistil in 10:55,6 min.
- 25. Juli: Henry Taylor, Großbritannien, schwimmt bei den Olympischen Spielen die 1500 Meter Freistil in 22:48,4 min.
- 18. Oktober: Martha Gerstung, Deutsches Kaiserreich, schwimmt die 100 Meter Freistil der Frauen in 1:35,0 min.
- 11. November: Otto Scheff, Österreich-Ungarn, schwimmt die 200 Meter Freistil in 2:31,6 min.

### Wintersport

#### Eishockey
- 15. Mai: In Paris wird die Ligue Internationale de Hockey sur Glace durch Vertreter aus Belgien, England, der Schweiz sowie des Gastgebers Frankreich gegründet. Böhmen tritt noch im gleichen Jahr bei. Eingeladen sind auch Vertreter Deutschlands und Russlands, welche aber nicht zum Gründungstreffen erscheinen. Der Franzose Louis Magnus wird zum ersten Präsidenten gewählt.
- 3. bis 5. September: Im Berliner Eispalast findet das erste internationale Eishockeyturnier in Deutschland statt. Sieger wird der Princes Ice Hockey Club, der im Finale den Club des Patineurs de Paris mit 3:2 besiegt.
- 8. Dezember: Die Koninklijke Belgische IJshockey Federatie wird gegründet.

#### Eishockey mit dem Ball (Bandy)
- 6. Januar: Der Leipziger SC wird in Prag erster internationaler österreichischer Meister

#### Eiskunstlauf
- Eiskunstlauf-Weltmeisterschaften 1908, neben den Wettbewerben im Einzellauf der Herren und Damen wird erstmals auch ein Wettbewerb im Paarlauf ausgetragen.
- Eiskunstlauf-Europameisterschaft 1908

#### Eisschnelllaufrekorde
- 9. Februar: Johan Vikander, Finnland, und Sigurd Mathisen, Norwegen, laufen am gleichen Tag die 500 Meter Eisschnelllauf in Davos jeweils in 44,4 s.
- 9. Februar: Oscar Mathisen, Norwegen, läuft die 1500 Meter in Davos in 2:20,8 min.

#### Skilauf
- 11. Dezember: Der Schwedische Skiverband wird ins Leben gerufen.

## Geboren

### Januar
- 01. Januar: Ernst Budig, deutscher Schwimmer († 1971)
- 01. Januar: Mehmet Leblebi, türkischer Fußballspieler und Leichtathlet († 1972)
- 04. Januar: Gustav Schürger, deutscher Wasserballspieler († 1969)
- 08. Januar: Dmitri Ossipowitsch Rowner, sowjetischer Schachspieler († 1986)
- 08. Januar: Constance Wilson-Samuel, kanadische Eiskunstläuferin († 1953)
- 09. Januar: Henri Paternóster, belgischer Fechter († 2007)
- 10. Januar: Jean Alfonsetti, luxemburgischer Radrennfahrer († 1984)
- 11. Januar: Ageishi Iwao, japanischer Skilangläufer und Skisportfunktionär († 1991)
- 13. Januar: Franco Orgera, italienischer Moderner Fünfkämpfer († unbekannt)
- 13. Januar: Enrico Paoli, italienischer Schachspieler († 2005)
- 14. Januar: Josef Hornauer, deutscher Fußballspieler († 1985)
- 14. Januar: William Kuhlemeier, US-amerikanischer Turner († 2001)
- 15. Januar: Hugh Alessandroni, US-amerikanischer Fechter († 1989)
- 20. Januar: Martha Norelius, US-amerikanische Schwimmerin († 1955)
- 21. Januar: Hans van Kesteren, niederländischer Fußballspieler († 1998)
- 22. Januar: Kåre Hatten, norwegischer Skilangläufer († 1983)
- 26. Januar: Percy Beard, US-amerikanischer Leichtathlet († 1990)
- 26. Januar: Harry Isaacs, südafrikanischer Boxer († 1961)
- 26. Januar: Gideon Ståhlberg, schwedischer Schachspieler († 1967)
- 28. Januar: Erik Almgren, schwedischer Fußballspieler und -trainer († 1989)
- 29. Januar: Grete Heublein, deutsche Leichtathletin und Olympiateilnehmerin († 1997)
- 30. Januar: Enrico Poggi, italienischer Segler († 1976)
- 30. Januar: Roberto Vestrini, italienischer Ruderer († 1966)
- 31. Januar: Bill Cantrell, US-amerikanischer Automobilrennfahrer († 1996)

### Februar
- 02. Februar: Bets ter Horst, niederländische Leichtathletin († 1997)
- 02. Februar: Lorenzo Vitria, spanischer Boxer († 1941)
- 04. Februar: Josef Losert, österreichischer Fechter und Fechttrainer († 1993)
- 04. Februar: Naili Moran, türkischer Sportler und Sportfunktionär († 1968)
- 04. Februar: Heinz Pollay, deutscher Dressurreiter und Reitsportfunktionär († 1979)
- 05. Februar: Marie Baron, niederländische Schwimmerin († 1948)
- 06. Februar: Hans Richnow, deutscher Motorradrennfahrer († 1988)
- 06. Februar: Franz Sterzl, österreichischer Leichtathlet († 2000)
- 07. Februar: Buster Crabbe, US-amerikanischer Schwimmer († 1983)
- 07. Februar: Józef Stefański, polnischer Radrennfahrer († 1997)
- 09. Februar: Jackie Fields, US-amerikanischer Boxer († 1987)
- 09. Februar: Kalle Tuominen, finnischer Leichtathlet († 2006)
- 10. Februar: Karl Oerdögh, österreichischer Eishockeytorwart und Hockeyspieler, Hockeytrainer und Eishockeyschiedsrichter († 2001)
- 11. Februar: Wuert Engelmann, US-amerikanischer American-Football-Spieler († 1979)
- 12. Februar: August Neo, estnischer Ringer († 1982)
- 13. Februar: Sulo Nurmela, finnischer Skilangläufer († 1999)
- 14. Februar: Philip Rogers, kanadischer Segler († 1961)
- 14. Februar: Gordon Smith, US-amerikanischer Eishockeyspieler († 1999)
- 15. Februar: Edwin Genung, US-amerikanischer Leichtathlet († 1986)
- 15. Februar: Elimar Kloos, deutscher Boxer († 1991)
- 17. Februar: Jacobus van Egmond, niederländischer Radrennfahrer († 1969)
- 18. Februar: Hans Kahrmann, deutscher Motorradrennfahrer († 1973)
- 18. Februar: Lambert Redd, US-amerikanischer Leichtathlet († 1986)
- 20. Februar: Kalle Heikkinen, finnischer Skilangläufer († 1938)
- 21. Februar: Gien de Kock, niederländische Leichtathletin († 1998)
- 22. Februar: William Dally, US-amerikanischer Ruderer († 1996)
- 23. Februar: Albert Leidmann, deutscher Boxer († 1945)
- 26. Februar: Thomas Churchill, US-amerikanischer Leichtathlet († 1963)
- 26. Februar: Jean-Pierre Wimille, französischer Automobilrennfahrer († 1949)
- 27. Februar: Pierre Brunet, französischer Ruderer († 1979)
- 28. Februar: Edvīns Bietags, lettischer Ringer († 1983)
- 28. Februar: Angelo Ferrario, italienischer Leichtathlet († 1997)
- 28. Februar: Mārtiņš Mazūrs, lettischer Radrennfahrer und Radsporttrainer († 1995)
- 28. Februar: Albert Scherrer, Schweizer Automobilrennfahrer († 1986)
- 29. Februar: Robert E. Pearce, US-amerikanischer Ringer († 1996)

### März
- 01. März: Fritz Riedel, deutscher Arbeitersportler und Widerstandskämpfer († 1944)
- 02. März: Stan Wagner, kanadischer Eishockeytorhüter († 2002)
- 03. März: Yvonne Godard, französische Schwimmerin († 1975)
- 04. März: Edward Hagen, US-amerikanischer Handballspieler († 1963)
- 05. März: Ludwig Goldbrunner, deutscher Fußballspieler († 1981)
- 06. März: Víctor Peralta, argentinischer Boxer († 1995)
- 06. März: Ollie Sansen, US-amerikanischer American-Football-Spieler († 1987)
- 06. März: Ernest Toussaint, luxemburgischer Boxer († 1942)
- 08. März: María Uribe, mexikanische Leichtathletin († 1992)
- 10. März: Kristjan Palusalu, estnischer Ringer († 1987)
- 11. März: Matti Sippala, finnischer Speerwerfer († 1997)
- 11. März: Jan Zybert, polnischer Radrennfahrer († 1943)
- 12. März: Kurt Stöpel, deutscher Radrennfahrer († 1997)
- 12. März: Barney Berlinger, US-amerikanischer Leichtathlet († 2002)
- 15. März: Sverre Kolterud, norwegischer Nordischer Kombinierer († 1996)
- 16. März: Ernest Rogez, französischer Wasserballspieler († 1986)
- 17. März: Godfried De Vocht, belgischer Radrennfahrer († 1985)
- 20. März: Nikolaus Hirschl, österreichischer Ringer († 1991)
- 21. März: Josef Schmitt, deutscher Fußballspieler und -trainer († 1908)
- 22. März: Jack Crawford, australischer Tennisspieler († 1991)
- 22. März: Warren Ingersoll, US-amerikanischer Hockeytorhüter und Sportfunktionär († 1995)
- 22. März: Vic Lindquist, kanadischer Eishockeyspieler, -trainer und -schiedsrichter († 1983)
- 23. März: Florence Barker, britische Schwimmerin († 1986)
- 23. März: Franklin Farrell, US-amerikanischer Eishockeytorhüter († 2003)
- 26. März: Kazimierz Sokołowski, polnischer Eishockeyspieler († 1998)
- 26. März: Hilde Sperling, deutsche Tennisspielerin († 1981)
- 27. März: Patrick McClure, irischer Schwimmer und Wasserballspieler († 1965)
- 28. März: Max von Arco-Zinneberg, deutscher Automobilrennfahrer († 1937)
- 28. März: Hans Engnestangen, norwegischer Eisschnellläufer († 2003)
- 31. März: Ferry Dusika, österreichischer Radrennfahrer († 1984)
- 31. März: Frederick Thompson, neuseeländischer Ruderer († 1971)

### April
- 01. April: Harlow Rothert, US-amerikanischer Leichtathlet († 1997)
- 03. April: Anna Sipos, ungarische Tischtennisspielerin († 1972)
- 04. April: Wilson Charles, US-amerikanischer Leichtathlet († 2006)
- 04. April: Willi Kürten, deutscher Leichtathlet († 1944)
- 05. April: Heinz Vopel, deutscher Radrennfahrer († 1959)
- 07. April: Alfred Eisenbeisser, rumänischer Fußballspieler und Eiskunstläufer († 1991)
- 07. April: Günther Groenhoff, deutscher Segelflugpionier († 1932)
- 08. April: Franz Dübbers, deutscher Boxer († 1987)
- 08. April: Isolde Frölian, deutsche Kunstturnerin († 1957)
- 10. April: Oskar Hekš, tschechoslowakischer Leichtathlet († 1944)
- 10. April: Ilse Hornung, österreichische Eiskunstläuferin († 1994)
- 10. April: André van de Werve de Vorsselaer, belgischer Fechter († 1984)
- 10. April: Ulvi Yenal, türkischer Fußballtorhüter, -trainer und -funktionär († 1993)
- 11. April: Jón Jónsson, isländischer Schwimmer und Wasserballspieler († 1973)
- 11. April: Robert O’Brien, US-amerikanischer Automobilrennfahrer († 1987)
- 12. April: Rudolf Schumacher, deutscher Turner († 2011)
- 12. April: Rezső Wanié, ungarischer Schwimmer († 1986)
- 13. April: Len Hutton, kanadischer Leichtathlet († 1979)
- 14. April: Ioan Coman, rumänischer Skilangläufer († unbekannt)
- 13. April: Aimé Trantoul, französischer Radrennfahrer († 1986)
- 17. April: Ivan Brown, US-amerikanischer Bobfahrer († 1963)
- 18. April: Stanley Glover, kanadischer Leichtathlet († 1964)
- 21. April: Louis Hostin, französischer Gewichtheber († 1998)
- 21. April: Peter Pietras, US-amerikanischer Fußballspieler († 1993)
- 24. April: Inga Gentzel, schwedische Leichtathletin und Olympionikin († 1991)
- 25. April: John Nyman, schwedischer Ringer († 1977)
- 27. April: Carlo Felice Trossi, italienischer Automobilrennfahrer († 1949)
- 28. April: Ethel Catherwood, kanadische Leichtathletin († 1987)
- 30. April: James Workman, US-amerikanischer Ruderer († 1983)

### Mai
- 01. Mai: James Bartlett, kanadischer Leichtathlet († 1971)
- 02. Mai: David Neville, kanadischer Eishockeyspieler († 1991)
- 04. Mai: Wolrad Eberle, deutscher Leichtathlet († 1949)
- 07. Mai: Kawamura Yasuo, japanischer Eisschnellläufer († 1997)
- 10. Mai: Karl Burkhart, Schweizer Radrennfahrer († 1976)
- 12. Mai: Ossi Blomqvist, finnischer Eisschnellläufer († 1955)
- 12. Mai: Alejandro Scopelli Casanova, argentinisch-italienischer Fußballspieler und Fußballtrainer († 1987)
- 14. Mai: Amy Jagger, britische Turnerin († 1993)
- 15. Mai: Emil Joseph Diemer, deutscher Schachspieler († 1990)
- 17. Mai: Pierre Louis-Dreyfus, französischer Bankier und Automobilrennfahrer († 2011)
- 19. Mai: Þórður Guðmundsson, isländischer Wasserballspieler, Schwimmer und Sportfunktionär († 1988)
- 19. Mai: Percy Williams, kanadischer Leichtathlet († 1982)
- 20. Mai: Karl Schubert, deutscher Schwimmer († 1991)
- 22. Mai: Gustav Jaenecke, deutscher Eishockey- und Tennisspieler († 1985)
- 22. Mai: Horton Smith, US-amerikanischer Golfspieler und Golfsportfunktionär († 1963)
- 26. Mai: Julien Chaerels, belgischer Radrennfahrer († unbekannt)
- 27. Mai: Ono Misao, japanischer Leichtathlet († unbekannt)
- 27. Mai: Oskar Schmidt, Schweizer Eishockeyspieler († 1974)
- 28. Mai: Karl Jansen, deutscher Gewichtheber († 1961)

### Juni
- 01. Juni: Henri Cuvelier, französischer Wasserballspieler († 1937)
- 02. Juni: Marcel Langiller, französischer Fußballspieler und -funktionär († 1980)
- 02. Juni: Michael Staksrud, norwegischer Eisschnellläufer († 1940)
- 03. Juni: Harald Huffmann, deutscher Hockeyspieler († 1992)
- 04. Juni: Hans Dormbach, deutscher Radrennfahrer († unbekannt)
- 04. Juni: Alejandro Villanueva, peruanischer Fußballspieler († 1944)
- 05. Juni: Leslie Cliff, britischer Eiskunstläufer († 1969)
- 05. Juni: Franco Rol, italienischer Automobilrennfahrer († 1977)
- 05. Juni: Ernesto Zardini, italienischer Skispringer und Nordischer Kombinierer († 1934)
- 06. Juni: Giovanni Bracco, italienischer Automobilrennfahrer († 1968)
- 06. Juni: Rudolf Gramlich, deutscher Fußballspieler († 1988)
- 09. Juni: Annie Broadbent, britische Turnerin († 1996)
- 10. Juni: Karl Gußner, deutscher Fußballspieler († 1985)
- 11. Juni: Johann Baptist Gudenus, österreichischer Leichtathlet und Bobfahrer († 1968)
- 11. Juni: Karl Hein, deutscher Leichtathlet († 1982)
- 14. Juni: Gioacchino Guaragna, italienischer Fechter († 1971)
- 14. Juni: Arthur Häggblad, schwedischer Skilangläufer († 1989)
- 16. Juni: Hans Jakob, deutscher Fußballspieler († 1994)
- 19. Juni: Karl Hohmann, deutscher Fußballspieler († 1974)
- 19. Juni: Philippe Lefebure, französischer Eishockeytorhüter († 1973)
- 19. Juni: Vladimír Syrovátka, tschechoslowakischer Kanute und Kanusporttrainer († 1973)
- 20. Juni: Herbert Leupold, deutscher Skilangläufer († 1942)
- 21. Juni: Luis Oliva, argentinischer Leichtathlet († 2009)
- 21. Juni: Fritz Preissler, deutschböhmischer Rennrodler († 1948)
- 22. Juni: Pablo Dorado, uruguayischer Fußballspieler († 1978)
- 23. Juni: Jammal-ud-Din Affendi, afghanischer Hockeyspieler († unbekannt)
- 23. Juni: Karl Warner, US-amerikanischer Leichtathlet († 1995)
- 24. Juni: Jan Brand, niederländischer Hockeyspieler († 1969)
- 27. Juni: Max Bloesch, Schweizer Feldhandballspieler († 1997)
- 27. Juni: Gene Venzke, US-amerikanischer Leichtathlet († 1992)
- 28. Juni: Cornelis Dusseldorp, niederländischer Ruderer († 1990)
- 29. Juni: Fritz Feierabend, Schweizer Bobsportler († 1978)
- 29. Juni: Erik Lundqvist, schwedischer Speerwerfer († 1963)
- 30. Juni: David McMullin, US-amerikanischer Hockeyspieler († 1995)

### Juli
- 01. Juli: Ed Gordon, US-amerikanischer Leichtathlet († 1971)
- 01. Juli: Luis Regueiro, spanischer Fußballspieler († 1995)
- 08. Juli: Franz-Josef Binder, österreichischer Motorradrennfahrer und Entwicklungsingenieur († 1960)
- 10. Juli: Reto Badrutt, Schweizer Skispringer († 1974)
- 10. Juli: Nils Svärd, schwedischer Skilangläufer († 2001)
- 11. Juli: Fritz Steuri, Schweizer Bergführer und Skisportler († 1953)
- 12. Juli: Alois Hudec, tschechoslowakischer Turner († 1997)
- 13. Juli: Richard Reuther, deutscher Turner und Trainer († 1992)
- 13. Juli: Dorothy Round, englische Tennisspielerin († 1982)
- 15. Juli: Folke Skoog, schwedisch-US-amerikanischer Leichtathlet († 2001)
- 17. Juli: Niyazi Sel, türkischer Fußballspieler, -trainer und -funktionär († 1980)
- 18. Juli: Susan Laird, US-amerikanische Schwimmerin († 1933)
- 18. Juli: Jack Murdoch, kanadischer Ruderer († 1944)
- 19. Juli: Fritz Fischer, österreichischer Leichtathlet († 1994)
- 19. Juli: William Thomspon, US-amerikanischer Ruderer († 1956)
- 21. Juli: György Bródy, ungarischer Wasserballspieler († 1967)
- 22. Juli: Yolande Plancke, französische Leichtathletin († 1991)
- 25. Juli: Bronisław Czech, polnischer Skisportler († 1944)
- 27. Juli: Alfred Guth, austroamerikanischer Schwimmer († 1996)
- 27. Juli: Ernst Haas, Schweizer Ruderer († unbekannt)
- 27. Juli: Oskar Ospelt, liechtensteinischer Leichtathlet († 1988)
- 27. Juli: Willi Remer, deutscher Moderner Fünfkämpfer († 1947)
- 27. Juli: Torsten Ullman, schwedischer Sportschütze († 1993)
- 28. Juli: Emil Bergman, schwedischer Eishockeyspieler († 1975)

### August
- 05. August: Johnny Bent, US-amerikanischer Eishockeyspieler († 2004)
- 06. August: Helen Jacobs, US-amerikanische Tennisspielerin († 1997)
- 08. August: Lloyd Burdick, US-amerikanischer American-Football-Spieler († 1945)
- 10. August: Lauri Lehtinen, finnischer Leichtathlet und Olympiasieger († 1973)
- 11. August: Ragnar Sunnqvist, schwedischer Motorradrennfahrer († 1954)
- 15. August: Miklós Sárkány, ungarischer Wasserballspieler und -trainer († 1998)
- 18. August: Hüsnü Savman, türkischer Fußballspieler († 1945)
- 19. August: Eino Virtanen, finnischer Ringer († 1980)
- 20. August: Guglielmo Carubbi, italienischer Ruderer († 1964)
- 20. August: Beattie Feathers, US-amerikanischer American-Football-Spieler und -Trainer († 1979)
- 20. August: Max Syring, deutscher Leichtathlet († 1983)
- 21. August: Herberts Dāboliņš, lettischer Skilangläufer († 2000)
- 21. August: Carl Sandblom, schwedischer Segler († 1984)
- 22. August: Erwin Thiesies, deutscher Rugbynationalspieler und als Trainer siebzehnfacher DDR-Meister im Rugby († 1993)
- 23. August: Josef Bugala, österreichischer Fußballspieler († 1999)
- 23. August: Willi Eichhorn, deutscher Ruderer († 1994)
- 28. August: Hans Minder, Schweizer Ringer († unbekannt)

### September
- 01. September: Einer Karlsson, schwedischer Ringer († 1980)
- 01. September: Willy Möhwald, tschechoslowakischer Skispringer († 1975)
- 02. September: Olaf Hoffsbakken, norwegischer Skisportler († 1986)
- 03. September: Josef Gumpold, österreichisch-deutscher Schwimmer und Skisportler († 1942)
- 05. September: Mihály Iglói, ungarischer Leichtathlet und Leichtathletiktrainer († 1998)
- 05. September: Nikolai Nikolajewitsch Rjumin, sowjetischer Schachspieler († 1942)
- 06. September: Max Danz, deutscher Sportfunktionär († 2000)
- 06. September: Fritz Spengler, deutscher Feldhandballspieler und Handballtrainer († 2003)
- 07. September: Paul Brown, US-amerikanischer American-Football-Trainer († 1991)
- 07. September: Ernst Feuz, Schweizer Skisportler († 1988)
- 08. September: Knut Fridell, schwedischer Ringer († 1992)
- 09. September: Jack Heaton, US-amerikanischer Skeleton- und Bobfahrer († 1976)
- 09. September: Paul Ottar Satre, US-amerikanischer Skisportler († 1984)
- 09. September: Alfred Tourville, kanadischer Radrennfahrer († 1983)
- 11. September: Paolo Gennari, italienischer Ruderer († 1968)
- 13. September: Carlos Peucelle, argentinischer Fußballspieler und -trainer († 1990)
- 14. September: Cecil Elaine Eustace Smith, kanadische Eiskunstläuferin († 1997)
- 16. September: John Brinck, US-amerikanischer Ruderer († 1934)
- 16. September: Karl Pannos, österreichischer Turner († 1944)
- 20. September: Charles Holland, britischer Radrennfahrer († 1989)
- 21. September: Zygmunt Heljasz, polnischer Leichtathlet († 1963)
- 21. September: George Simpson, US-amerikanischer Leichtathlet und Olympiateilnehmer († 1961)
- 22. September: Fritz Gunst, deutscher Wasserballspieler († 1992)
- 23. September: Ambrogio Beretta, italienischer Radrennfahrer († 1988)
- 23. September: Paul Jessup, US-amerikanischer Leichtathlet († 1992)
- 23. September: Johann Wotapek, österreichischer Leichtathlet († 1982)
- 24. September: Erwin Simon, deutscher Schwimmer († 1959)
- 25. September: Roger Beaufrand, französischer Radrennfahrer († 2007)
- 29. September: Eddie Tolan, US-amerikanischer Sprinter und Olympiasieger († 1967)

### Oktober
- 02. Oktober: Boris Režek, jugoslawischer Skilangläufer († 1986)
- 04. Oktober: Jeanette Kessler, britische Skirennläuferin († 1972)
- 04. Oktober: Kuriyagawa Heigorō, japanischer Skisportler († 1993)
- 04. Oktober: Lisa Resch, deutsche Skirennläuferin († 1949)
- 06. Oktober: Frank Conner, US-amerikanischer Leichtathlet († 1944)
- 07. Oktober: Lukáš Mihalák, tschechoslowakischer Skilangläufer († 1988)
- 08. Oktober: Ethel Johnson, britische Leichtathletin († 1964)
- 08. Oktober: Wjatscheslaw Ragosin, sowjetischer Schachspieler († 1962)
- 10. Oktober: Fidel Ortíz, mexikanischer Boxer († 1975)
- 10. Oktober: Edmund Stadler, deutscher Leichtathlet († 1979)
- 11. Oktober: Karol Gąsienica-Szostak, polnischer Skisportler († 1996)
- 12. Oktober: Marie Šedivá, tschechoslowakische Fechterin und Fechttrainerin († 1975)
- 14. Oktober: Rudolf Ismayr, deutscher Gewichtheber († 1998)
- 15. Oktober: Ty Anderson, US-amerikanischer Eishockeyspieler († 1989)
- 15. Oktober: Franc Smolej, jugoslawischer Skilangläufer († 1996)
- 17. Oktober: Walter Bäumer, deutscher Motorrad- und Automobilrennfahrer († 1941)
- 17. Oktober: Jan van Hout, niederländischer Radrennfahrer und Widerstandskämpfer († 1945)
- 17. Oktober: Svend Olsen, dänischer Gewichtheber († 1980)
- 22. Oktober: Helmut Schäfer, deutscher Gewichtheber, Kampfrichter und Sportfunktionär († 1994)
- 23. Oktober: František Douda, tschechoslowakischer Leichtathlet († 1989)
- 25. Oktober: Gotthard Handrick, deutscher Moderner Fünfkämpfer († 1978)
- 28. Oktober: Eugeniusz Michalak, polnischer Radrennfahrer († 1988)
- 31. Oktober: Hans Homberger, Schweizer Ruderer († 1986)

### November
- 01. November: Michel Paccard, französischer Eishockeyspieler († 1987)
- 03. November: Robert Livingston, US-amerikanischer Eishockeyspieler († 1974)
- 03. November: Sven-Olof Lundgren, schwedischer Skispringer († 1946)
- 03. November: Bronko Nagurski, kanadischer American-Football-Spieler († 1990)
- 03. November: Edward Scarf, australischer Ringer († 1980)
- 03. November: Joachim Spremberg, deutscher Ruderer († 1975)
- 04. November: Ibrahim Wasif, ägyptischer Gewichtheber († 1975)
- 06. November: Péter Bácsalmási, ungarischer Leichtathlet († 1981)
- 06. November: Bertil Ericsson, schwedischer Fußballspieler († 2002)
- 06. November: Ludwig Landen, deutscher Kanute († 1985)
- 06. November: Thomas Moon, US-amerikanischer Eishockeyspieler († 1986)
- 06. November: Takeuchi Teizō, japanischer Fußballspieler († 1946)
- 07. November: Staņislavs Petkēvičs, polnisch-lettischer Leichtathlet († 1960)
- 09. November: Otto Neumüller, österreichischer Kanute († unbekannt)
- 10. November: Ōshima Kenkichi, japanischer Leichtathlet († 1985)
- 14. November: Karl Schmedes, deutscher Boxer († 1981)
- 15. November: Carlo Abarth, österreichischer Automobilrennfahrer und Tuner († 1979)
- 15. November: Adrien Anneet, belgischer Boxer († unbekannt)
- 17. November: Thore Enochsson, schwedischer Leichtathlet († 1993)
- 17. November: Pietro Sernagiotto, brasilianisch-italienischer Fußballspieler († 1957)
- 18. November: Hubert Ausböck, deutscher Boxer († 1989)
- 19. November: Ugo Pignotti, italienischer Fechter († 1989)
- 21. November: Salo Flohr, tschechoslowakisch-sowjetischer Schachmeister († 1983)
- 21. November: Franz Pfnür, deutscher Skirennläufer († 1996)
- 24. November: Hans Schwarz, deutscher Ringer († 1983)
- 25. November: Bohuslav Karlík, tschechoslowakischer Kanute und Kanutrainer († 1996)
- 25. November: Gustavo Marzi, italienischer Fechter († 1966)
- 27. November: Karl Leban, österreichischer Eisschnellläufer, Moderner Fünfkämpfer und Leichtathlet († 1941)
- 26. November: Freddie van der Goes, südafrikanische Schwimmerin († 1976)
- 29. November: Wally Monson, kanadischer Eishockeyspieler und -trainer († 1988)

### Dezember
- 02. Dezember: Anni Kapp, deutsche Wasserspringerin († 1972)
- 03. Dezember: Walter Nehb, deutscher Leichtathlet († 1966)
- 03. Dezember: Michael Warriner, britischer Ruderer († 1986)
- 05. Dezember: Louis Versyp, belgischer Fußballspieler und -trainer († 1988)
- 06. Dezember: Miklós Szabó, ungarischer Mittelstreckenläufer († 2000)
- 07. Dezember: John Doeg, US-amerikanischer Tennisspieler († 1978)
- 09. Dezember: Sigmund Haringer, deutscher Fußballspieler († 1975)
- 10. Dezember: Marino 'Mario' Evaristo, argentinischer Fußballer († 1998)
- 10. Dezember: Harold Wright, kanadischer Leichtathlet und Sportfunktionär († 1997)
- 11. Dezember: Alfred Proksch, österreichischer Leichtathlet († 2011)
- 12. Dezember: Antonín Bartoň, tschechoslowakischer Skisportler († 1982)
- 14. Dezember: Eugeniusz Lokajski, polnischer Leichtathlet († 1944)
- 15. Dezember: Hans Eckstein, deutscher Wasserballspieler, -trainer und -schiedsrichter († 1985)
- 15. Dezember: Walter Glöckler, deutscher Automobil- und Motorradrennfahrer sowie Automobilkonstrukteur († 1988)
- 16. Dezember: Sonja Graf, deutsche Schachspielerin († 1965)
- 17. Dezember: Sydney Cozens, britischer Radrennfahrer († 1985)
- 18. Dezember: Hans Scheele, deutscher Leichtathlet († 1941)
- 20. Dezember: Enrique Giaverini, chilenischer Boxer († unbekannt)
- 22. Dezember: Riccardo Divora, italienischer Ruderer († 1951)
- 22. Dezember: Ernestina Maenza, spanische Skirennläuferin († 1995)
- 22. Dezember: Paula Mollenhauer, deutsche Leichtathletin († 1988)
- 26. Dezember: Ralph Hill, US-amerikanischer Leichtathlet († 1994)
- 26. Dezember: Walter Steffens, deutscher Kunstturner († 2006)
- 27. Dezember: James Gordon, US-amerikanischer Leichtathlet († 1997)
- 28. Dezember: Roman Sabiński, polnischer Eishockeyspieler († 1978)
- 31. Dezember: Herbert Dill, deutscher Leichtathlet und Olympiateilnehmer († 1942)

### Datum unbekannt
- Elizabeth Anne Roche Anderson, schottische Badmintonspielerin († unbekannt)
- Alfons Beckenbauer, deutscher Fußballspieler († 1974)
- Leslie Gagne, kanadischer Skispringer († 1962)
- Percy Hunt, britischer Motorradrennfahrer. († unbekannt)
- Herbert Klang, österreichischer Eishockeyspieler († unbekannt)
- Mitsutake Makita, japanischer Skispringer († unbekannt)
- Hans Niggl, Schweizer Leichtathlet († 1943)
- Yoichi Takata, japanischer Skispringer († unbekannt)
- Elfriede Zimmermann, deutsche Schwimmerin († unbekannt)

## Gestorben
- 06. Januar: Karel Beukema, niederländischer Tennisspieler (* 1878)
- 06. Januar: George Dixon, kanadischer Boxer, erster schwarzer Weltmeister der Geschichte (* 1870)
- 25. Januar: Michail Tschigorin, russischer Schachmeister (* 1850)

- 13. Februar: David Hesser, US-amerikanischer Schwimmer und Wasserballspieler (* 1884)

- 11. April: Henry Edward Bird, englischer Schachspieler (* 1829)

- 11. Juli: Friedrich Adolf Traun, deutscher Tennisspieler und Olympiasieger (* 1876)
- 20. Juli: Demetrius Vikelas, griechischer Sportfunktionär und erster Präsident des IOC (* 1835)

- 02. August: Albert Venn, US-amerikanischer Lacrossespieler (* 1867)
- 15. August: Willy Sulzbacher, französischer Fechter (* 1876)

- 26. September: Samuel Duvall, US-amerikanischer Bogenschütze (* 1836)

- 02. Dezember: John Taylor, US-amerikanischer Leichtathlet (* 1882)